# Merrie Melodies

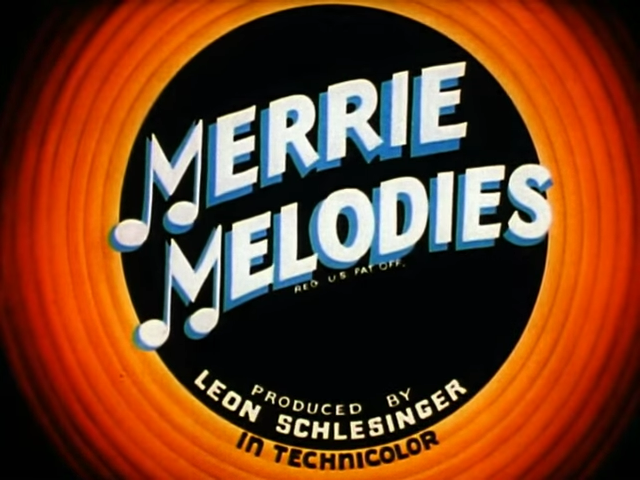
Titelkort

Merrie Melodies (Muntra Melodier) är en serie animerade filmer av Warner Bros. som producerades mellan 1931 och 1969. Merrie Melodies producerades med Looney Tunes-serien. Merrie Melodies-filmerna spelades in i färg från 1934 från medan Looney Tunes var i svart-vitt fram till 1943.
Ursprungligen var det menat att titeln Looney Tunes skulle användas för filmerna med ett fast figurgalleri, alltså Snurre Sprätt, Daffy Anka, Pelle Pigg, Gråben och Hjulben etc (jfr Walt Disneys filmer med Musse Pigg, Kalle Anka osv), medan titeln Merrie Melodies avsåg övriga filmer, utan dessa figurer (jfr Walt Disneys Silly Symphonies). Men ganska snart kom de båda titlarna att flyta samman och bli helt identiska. De båda namnen är ungefär lika vanligt förekommande vilka figurer som än förekommer i filmerna.
En skillnad mellan de båda filmserierna är signaturmusiken, där Looney Tunes använder melodin "The Merry-Go-Round Broke Down" av Cliff Friend och Dave Franklin, medan melodin för Merrie Melodies är "Merrily We Roll Along" av Charlie Tobias och Eddie Cantor. Men med tiden blev inte heller detta särskilt konsekvent - "The Merry-Go-Round Broke Down" kom ofta att användas även till Merrie Melodies-filmerna.